# Les Voyages de Gulliver (mini-série)
Pour l’article homonyme, voir Les Voyages de Gulliver (homonymie).
Les Voyages de Gulliver (Gulliver's Travels) est une mini-série américano-britannique réalisée par Charles Sturridge et diffusée en 1996 sur le réseau NBC aux États-Unis et sur Channel 4 au Royaume-Uni. Elle est adaptée des Voyages de Gulliver de Jonathan Swift et produite par les studios Jim Henson Productions et Hallmark Entertainment.

## Synopsis
Lemuel Gulliver, un médecin anglais, revient chez lui après une absence de neuf ans, durant laquelle il a découvert des continents où vivent toutes sortes de personnages insolites parmi lesquels des êtres minuscules (les Lilliputiens), des êtres gigantesques, des savants regroupés sur une île volante, un continent où vivent un historien qui ressuscite les morts et un peuple appelé les Strul Brucks qui ont percé le secret de l'immortalité et enfin, une île où vivent des chevaux dotés de la parole appelés Houynhmms qui cohabitent avec une tribu d'humains primate appelés les Yahoos.
Gulliver revit tout au long du film tous ces événements.  Cependant, le docteur Bates, le médecin qui l'a remplacé dans son rôle de docteur dans le village pendant son absence, convainc Mary, l'épouse de Gulliver, qu'il serait mieux dans un hôpital. Cet hôpital est en fait un asile qui augmente les délires des gens plutôt que les guérir.
Heureusement, Thomas, le fils de Gulliver réussit à sauver une preuve de la véracité du récit de son père de la destruction opérée par le docteur Bates.

## Fiche technique
- Titre original : Gulliver's Travels
- Titre français : Les Voyages de Gulliver
- Réalisation : Charles Sturridge
- Scénario : Simon Moore
- Producteur : Duncan Kenworthy (en)
- Producteur exécutif : Robert Halmi Sr.
- Musique : Trevor Jones
- Casting : Celestia Fox
- Montage : Peter Coulson
- Pays : Grande-Bretagne, États-Unis, Allemagne
- Durée : 186 min
- Dates de premières diffusions :
  -  États-Unis : 4 février 1996 et 5 février 1996 sur NBC
  -  France : 25 décembre 1996 sur France 2

## Distribution
- Ted Danson (VF : Gerard Rinaldi) : Lemuel Gulliver
- Mary Steenburgen (VF : Évelyne Séléna) : Mary Gulliver
- James Fox (VF : Jean-Luc Kayser) : Docteur Bates
- Ned Beatty (VF : Francis Lax) : le fermier Grultrud
- Annette Badland : la femme du fermier Grultrud
- Edward Fox : Général Limtoc
- Robert Hardy (VF : Claude d'Yd) : docteur Parnell
- Nicholas Lyndhurst : Clustril
- Phoebe Nicholls : impératrice de Liliput
- Peter O'Toole : (VF : Bernard Tiphaine) Empereur de Liliput
- Karyn Parsons : la dame d'honneur
- Edward Petherbridge (VF : Henri Courseaux) : docteur Pritchard
- John Standing (VF : Henri Poirier) : Amiral Bolgolam
- John Wells (VF : Gérard Surugue) : Flimnap le trésorier
- Alfre Woodard (VF : Maïk Darah) : reine des Brobdingnag (reine des géants)
- Edward Woodward (VF : Jean-Claude Michel) : Drunlo
- Warwick Davis (VF : Patrick Préjean) : Grildrig
- Kate Maberly : Glumdalclitch
- Tom Sturridge : Tom Gulliver
- Mac McDonald : un fermier
- George Harris : un scientifique de Brobdingnag
- Ricco Ross (VF : Marc François) : un scientifique de Brobdingnag
- Gordon Sterne (VF : Serge Lhorca) : un scientifique de Brobdingnag
- John Bardon : Réceptionniste de l’hôpital (le gardien des admissions Bedlam)
- Geraldine Chaplin : Impératrice Munodi
- Graham Crowden : le professeur de politique
- John Gielgud (sous le nom Sir John Gielgud) : le professeur de soleil
- Isabelle Huppert : la maîtresse (voix)
- Shashi Kapoor (VF : Jacques Ferrière) : Rajah
- Kristin Scott Thomas : la gardienne immortelle
- Omar Sharif (VF : Marc Cassot) : le sorcier
- Richard Wilson : le professeur de langage
- Navin Chowdhry (VF : Denis Laustriat) : prince Munodi
- Stefan Kalipha (en) : intellectuel de Laputa
- Sandeep Sharma : intellectuel de Laputa
- Badi Uzzaman (VF : Albert Augier) : Flapper
- Simon Tyrrell : serviteur du sorcier
- Mike Savage : négociant à l’hôpital (un gros marchand à Bedlam)
- Anne Lambton
- Cyril Shaps : le vieil homme fou à Bedlam
- Ian Dunn : Alexandre Le Grand
- Sylvester Morand : Archimède
- Philip McGough : Platon
- Malcolm Stoddard : un cavalier à Struldbrugg
- Wolf Christian : un garde de Struldbrugg
- Ailsa Berk : le consultant 'Yahoo'

Direction artistique doublage: Marc Bacon

## Récompenses
La série a remporté cinq Emmy awards.